# Juan Walker
John Walker, castellanizado Juan Walker, (Puerto Stanley, 12 de junio de 1904 - río Coig, 1968) fue la primera persona nacida en las islas Malvinas en pedir enrolamiento en las Fuerzas Armadas argentinas desde de la ocupación británica de las islas en 1833. Esto sucedió en 1927 cuando residía en Puerto San Julián, en el entonces Territorio Nacional de Santa Cruz. Su decisión causó reacciones enérgicas a favor durante el gobierno de Marcelo Torcuato de Alvear. El Ministerio de Guerra lo autorizó por ser ciudadano argentino. Esto fue posible con la intervención de una certificación de una iglesia, reconociendo su ciudadanía.

## Biografía

### Primeros años y familia
Nació en la ciudad principal de las Malvinas en 1904, siendo hijo de John Walker, originario de Aberdeen, Escocia, y de Hyacinth Pergolis, nacida en las islas y de ascendencia italiana, de parte de su padre, e isleña de parte de su madre. Walker era tercera generación de malvinenses por lado materno, pues los abuelos de su madre habían llegado a las islas como colonos desde Canadá y Australia.

### Enrolamiento
El 6 de mayo de 1927, el entonces ministro de Guerra, Agustín P. Justo, se dirigió al entonces ministro de Relaciones Exteriores y Culto, Ángel Gallardo, para efectuarle una consulta relativa a una solicitud de enrolamiento, presentada por Juan Walker, nacido en las Malvinas. Anteriormente las autoridades locales no habían podido resolver el caso y pidieron instrucciones a las autoridades nacionales. En la nota, Justo decía:

Señor Ministro: Tengo el honor de dirigirme a vuestra excelencia acompañando el expediente W.20.668 iniciado por el comando de la 2da división del ejército, con motivo del enrolamiento del ciudadano Juan Walker, nacido en las Islas Malvinas.

Este Ministerio entiende que, considerándose a las Islas Malvinas parte integrante del territorio de la República y no existiendo allí oficinas enroladoras, corresponde el enrolamiento como argentino al ciudadano que se presente y manifieste el deseo de enrolare ante cualquier oficina enroladora del país, siempre que presente el documento habilitante de su nacimiento, como en este caso lo hace el ciudadano mencionado.

Por si no fuera éste el criterio con que debe encararse el asunto, es que consulto a vuestra excelencia el punto, a fin de dar las instrucciones pertinentes para los casos que se presenten en el futuro.

Hacia las primeras décadas del siglo XX existía un relativo desconocimiento sobre el tema Malvinas, incluyendo determinados niveles de la burocracia gubernamental. En marzo de 1919, ya había ocurrido un incidente cuando debido a una queja del Ministerio de Relaciones Exteriores, el Ministerio del Interior reprendió a la Policía de la Ciudad de Buenos Aires porque había entregado una cédula de identidad a una persona nacida en las Malvinas, ya que se consignaba al Reino Unido en lugar de Argentina como nación de pertenencia.
El 29 de abril, el Comandante de la segunda división del Ejército Argentino desde Campo de Mayo, envía el siguiente telegrama:

Jefe oficina enroladota San Julián remite telegrama Nro 121, que dice así: Ciudadano Juan Walker, clase 1903, nacido en las Islas Malvinas, preséntase hoy esta oficina con partida nacimiento extendida por el Pastor iglesia escocesa de San Andrés de Buenos Aires, solicitando ser enrolado considerándose argentino. Solicito temperamento a seguir.

El consejero legal Isidoro Ruiz Moreno dictaminó el 20 de mayo que, «considerándose a las islas como parte del territorio argentino, el hecho que a causa de un acto de fuerza la República Argentina se viera imposibilitada de hacer efectivo el territorio de su soberanía no obstaba al empadronamiento solicitado». Sumado a que presentó una partida de nacimiento emanada de las autoridades de la Iglesia Escocesa de San Andrés de Buenos Aires, el gobierno argentino le reconoció su ciudadanía. Walker finalmente fue enrolado en el Ejército Argentino, trámite que se cumplió en la oficina enroladora y juzgado de paz de Puerto San Julián, en la actual provincia de Santa Cruz.
En 1934, con el objetivo de lograr una difusión social del tema Malvinas, el senador Alfredo Palacios presentó un proyecto de ley donde en la fundamentación incluyó el caso de Walker. El 26 de septiembre de ese año, se sancionó la Ley 11.904 sobra la traducción al español de la obra de Paul Groussac sobre las islas y su distribución en las bibliotecas argentinas.
Walker falleció en 1968 a los 64 años de edad en cercanías del río Coig en la provincia de Santa Cruz.